# Championnat de Tunisie de football 2003-2004
Navigation
Saison précédente Saison suivante
La saison 2003-2004 du championnat de Tunisie de football est la 49e édition de la première division tunisienne à poule unique, la Ligue Professionnelle 1. Les douze meilleurs clubs tunisiens jouent les uns contre les autres à deux reprises durant la saison, à domicile et à l'extérieur. En fin de saison, pour permettre le passage de la LP1 de douze à quatorze clubs, seul le dernier du classement est relégué et remplacés par les trois meilleurs clubs de Ligue Professionnelle 2.
L'Espérance sportive de Tunis (EST), tenante du titre depuis six saisons, décroche le 19e titre de champion de Tunisie de son histoire en terminant en tête du classement, avec neuf points d'avance sur l'Étoile sportive du Sahel et onze sur le Club africain. À noter que les quatre premiers sont les mêmes que lors des trois dernières saisons et dans un ordre identique. L'EST manque le doublé en s'inclinant en finale de la coupe de Tunisie face au Club sportif sfaxien.

## Clubs participants
- Club athlétique bizertin
- Club africain
- Espérance sportive de Tunis
- Étoile sportive du Sahel
- Étoile sportive de Béni Khalled - Promu de LP2
- Union sportive monastirienne
- Club sportif de Hammam Lif
- Stade tunisien
- Club sportif sfaxien
- Club olympique des transports - Promu de LP2
- Avenir sportif de La Marsa
- Olympique de Béja

## Compétition

### Classement
Le barème de points servant à établir le classement se décompose ainsi :
- Victoire : 3 points
- Match nul : 1 point
- Défaite : 0 point

| Rang | Équipe                              | Pts | J  | G  | N  | P  | Bp | Bc | Diff |
| ---- | ----------------------------------- | --- | -- | -- | -- | -- | -- | -- | ---- |
| 1    | Espérance sportive de Tunis (T)     | 53  | 22 | 17 | 2  | 3  | 38 | 13 | +25  |
| 2    | Étoile sportive du Sahel            | 44  | 22 | 13 | 5  | 4  | 30 | 9  | +21  |
| 3    | Club africain                       | 42  | 22 | 11 | 9  | 2  | 32 | 15 | +17  |
| 4    | Club sportif sfaxien (C)            | 37  | 22 | 10 | 7  | 5  | 35 | 22 | +13  |
| 5    | Avenir sportif de La Marsa          | 36  | 22 | 11 | 3  | 8  | 27 | 25 | +2   |
| 6    | Stade tunisien                      | 30  | 22 | 8  | 6  | 8  | 23 | 24 | -1   |
| 7    | Club sportif de Hammam Lif          | 30  | 22 | 9  | 3  | 10 | 21 | 25 | -4   |
| 8    | Club athlétique bizertin            | 28  | 22 | 7  | 7  | 8  | 23 | 25 | -2   |
| 9    | Union sportive monastirienne        | 23  | 22 | 6  | 5  | 11 | 22 | 29 | -7   |
| 10   | Olympique de Béja                   | 16  | 22 | 2  | 10 | 10 | 13 | 27 | -14  |
| 11   | Étoile sportive de Béni Khalled (P) | 14  | 22 | 3  | 5  | 14 | 10 | 32 | -22  |
| 12   | Club olympique des transports (P)   | 9   | 22 | 1  | 6  | 15 | 11 | 39 | -28  |

|  | Qualification pour la Ligue des champions 2005                                                                                          |
|  | Qualification pour la coupe de la confédération 2005                                                                                    |
|  | Relégation directe en Ligue Professionnelle 2                                                                                           |
|  | (T) Tenant du titre (C) Vainqueur de la coupe de Tunisie (P) Club promu de deuxième division (C2) Vainqueur de la coupe des coupes 2004 |

## Bilan de la saison
| Championnat de Tunisie de football 2003-2004             |                                         |
| Champion                                                 | Espérance sportive de Tunis (19e titre) |
| Coupes et trophées                                       |                                         |
| Vainqueur de la Coupe de Tunisie 2003-2004               | Club sportif sfaxien                    |
| Vainqueur de la coupe de la Ligue tunisienne de football | Club athlétique bizertin                |
| Qualifications continentales                             |                                         |
| Ligue des champions 2005                                 | Espérance sportive de Tunis             |
| Ligue des champions 2005                                 | Étoile sportive du Sahel                |
| Coupe de la confédération 2005                           | Avenir sportif de La Marsa              |
| Coupe de la confédération 2005                           | Jeunesse sportive kairouanaise (LP2)    |
| Promotions et relégations                                |                                         |
| Promus en Ligue Professionnelle 1                        | Étoile olympique La Goulette Kram       |
| Promus en Ligue Professionnelle 1                        | El Gawafel sportives de Gafsa           |
| Promus en Ligue Professionnelle 1                        | Espérance sportive de Zarzis            |
| Relégués en Ligue Professionnelle 2                      | Club olympique des transports           |